# Rajd Akropolu 1959
Rajd Akropolis 1959 (7. Rally Acropolis) – 7 edycja rajdu samochodowego Rajd Akropolis rozgrywanego w Grecji. Rozgrywany był od 28 do 31 maja 1959 roku. Była to czwarta runda Rajdowych Mistrzostw Europy w roku 1959.

## Klasyfikacja rajdu
| Miejsce                      | Kierowca                     | Pilot                        | Samochód                     | Czas                         | Strata                       |                              |
| Klasyfikacja generalna i ERC | Klasyfikacja generalna i ERC | Klasyfikacja generalna i ERC | Klasyfikacja generalna i ERC | Klasyfikacja generalna i ERC | Klasyfikacja generalna i ERC | Klasyfikacja generalna i ERC |
| ---------------------------- | ---------------------------- | ---------------------------- | ---------------------------- | ---------------------------- | ---------------------------- | ---------------------------- |
| 1.                           | Wolfgang Levy                | Hans Wencher                 | Auto Union 1000              | 2:51                         | 0.0                          |                              |
| 2.                           | Hans-Joachim Walter          | Jag                          | Porsche 356 Carrera          | 6:00                         | +3:09                        |                              |
| 3.                           | Nikos Filinis                | Stelios Mourtzopoulos        | Auto Union 1000              | 6:58                         | +4:07                        |                              |
| 4.                           | Alkis Michos                 | C. Theodorakopoulos          | Alfa Romeo Spider            | 7:32                         | +4:41                        |                              |
| 5.                           | Siegfried Eikelmann          | Hermann Kühne                | Auto Union 1000              | 8:30                         | +5:39                        |                              |
| 6.                           | Gunnar Andersson             | Walter Karlsson              | Volvo PV 544                 | 9:56                         | +7:05                        |                              |
| 7.                           | Ioannis Psichas              | Thor                         | Volvo                        | 10:38                        | +7:47                        |                              |
| 8.                           | Paul Coltelloni              | Henri Marang                 | Citroën ID 19                | 11:19                        | +8:28                        |                              |
| 9.                           | Annie Soisbault-de Montaigu  | Renée Wagner                 | Triumph TR3A                 | 16:05                        | +13:14                       |                              |
| 10.                          | Kurt Rüdiger                 | Wilhelm Wöllner              | Wartburg 311                 | 17:50                        | +14:59                       |                              |